# Ulica Mostowa (Varsovie)
La rue Mostowa (en polonais : Ulica Mostowa) est une rue située dans le quartier de Nowe Miasto, arrondissement de Śródmieście (Centre-ville) à Varsovie.

## Sources
- (pl) Cet article est partiellement ou en totalité issu de l’article de Wikipédia en polonais intitulé « Ulica Mostowa w Warszawie » (voir la liste des auteurs).